# عدسی نمرود
عدسی نمرود که عدسی لایارد نیز نامیده می‌شود، قطعه‌ای از کریستال سنگی متعلق به سدهٔ هشتم پیش از میلاد است که در سال ۱۸۵۰ توسط آستن هنری لایارد در کاخ آشوری نمرود در عراق امروزی کشف شد. این عدسی ممکن است به‌عنوان یک ذره‌بین یا به‌عنوان یک شیشهٔ سوزان برای روشن کردن آتش با متمرکز کردن نور خورشید استفاده شده باشد، یا ممکن است یک تکه منبت تزئینی بوده باشد.

## توصیف
این عدسی کمی بیضی‌شکل است. این عدسی دارای یک نقطهٔ کانونی در حدود ۱۱ سانتیمتر (۴٫۵ اینچ) از سمت صاف و فاصلهٔ کانونی حدود ۱۲ سانتی‌متر است. این اعداد، آن را معادل یک ذرّه‌بین ۳× می‌کند. سطح عدسی دارای دوازده حفره است که حین آسیاب کردن باز شده‌است که حاوی نفتا یا مایع دیگری است که در کریستال خام به دام افتاده‌است. گفته می‌شود که این عدسی قادر است نور خورشید را متمرکز کند اما این کار را به‌صورت عالی انجام نمی‌دهد. از آنجایی که این عدسی از کریستال سنگ طبیعی ساخته شده‌است، مواد تشکیل‌دهنده‌اش با گذشت زمان، تخریب قابل ملاحظه‌ای نداشته‌است.
عدسی نمرود در موزهٔ بریتانیا به نمایش گذاشته شده‌است.

## کاربرد
عملکرد این عدسی مشخص نیست. برخی از نویسندگان باور دارند که از آن به‌عنوان یک عدسی نوری استفاده می‌شده و برخی دیگر بر عملکرد تزئینی آن باور دارند.
صنعتگران آشوری حکاکی‌های پیچیده‌ای می‌ساختند و می‌توانستند از عدسی بزرگنمایی در کار خود استفاده کنند. کاشف این عدسی خاطرنشان کرده‌است که کتیبه‌های بسیار کوچکی بر روی آثار آشوری پیدا کرده‌است که گمان می‌رود با کمک عدسی تهیه شده‌اند.
دانشمند ایتالیایی جیووانی پتیناتو از دانشگاه رم پیشنهاد کرده‌است که آشوریان باستان از این عدسی به‌عنوان بخشی از تلسکوپ استفاده می‌کردند و این امر دانش آن‌ها را از اخترشناسی توضیح می‌دهد. از سوی دیگر کارشناسان باستان‌شناسی آشوری متقاعد نشده‌اند و تردید دارند که کیفیت نوری این عدسی برای چنین کاربردی کافی بوده باشد. آشوریان باستان سیارهٔ زحل را به‌عنوان خدایی می‌دیدند که توسط حلقه‌ای از مارها احاطه شده بود، که پتیناتو پیشنهاد می‌کند تفسیر آن‌ها از حلقه‌های زحل از طریق مشاهدهٔ این سیاره با گونه‌ای تلسکوپ بوده‌است. کارشناسان دیگر می‌گویند که از مارها در اساطیر آشوری به‌طور مکرر یاد شده‌است و خاطرنشان می‌کنند که در هیچ‌یک از نوشته‌های نجومی متعدد آشوری که باقی مانده‌است، اشاره‌ای به تلسکوپ وجود ندارد.
یادداشت‌های متصدی موزهٔ بریتانیا پیشنهاد می‌کند که این عدسی می‌توانسته‌است «به‌عنوان یک قطعه منبت، شاید برای مبلمان» استفاده شود و هیچ مدرکی وجود ندارد که نشان دهد آشوری‌ها از لنزها برای ویژگی‌های اپتیکی آن‌ها استفاده می‌کردند، مثلاً برای بزرگ‌نمایی، تلسکوپی یا برای شروع آتش.